# جریان زیرسطحی
جریان زیرسطحی یا شارش زیرسطحی (به انگلیسی: Subsurface flow)، در هیدرولوژی ، جریان آب در زیر سطح زمین به عنوان بخشی از چرخه آب است.
در چرخه آب، زمانی که بارش‌های جوی بر زمین می‌بارد، مقداری از آب در سطح زمین جاری می‌شود و نهرها و رودخانه‌ها را تشکیل می‌دهد. آب باقیمانده، از طریق نفوذ ، به خاک نفوذ می‌کند که به زیر زمین سفر می‌کند، خاک منطقه هواده را هیدراته می‌کند، سفره‌های زیرزمینی را شارژ می‌کند و مازاد آن در رواناب زیرسطحی جریان می‌یابد. در هیدروژئولوژی با معادله جریان آب زیرزمینی اندازه‌گیری می‌شود.